# یواس‌اس اس‌سی-۱۷
یواس‌اس اس‌سی-۱۷ (به انگلیسی: USS SC-17) یک زیردریایی بود که طول آن ۱۱۰ فوت (۳۴ متر) بود. این زیردریایی در سال ۱۹۱۷ ساخته شد.